# Divisione Nazionale 1946-1947 (pallacanestro femminile)
Il campionato di Divisione Nazionale di pallacanestro femminile 1946-1947 è stato il sedicesimo organizzato in Italia.
È stato vinto per la prima volta dal Gruppo Sportivo Bernocchi, che prevalse nel girone finale su Ambrosiana Milano, Cestistica Bolognese, Indomita Roma e Lega Nazionale Trieste.
Al campionato si iscrissero 13 squadre che furono divise in 4 gironi, 3 composti da 3 squadre e uno solo da 4. Oltre alle squadre vincenti di ogni singolo girone la F.I.P. stabilì che anche la seconda classificata del girone composto da 4 squadre avrebbe guadagnato l'accesso al girone di finale.

## Prima fase

### Girone 1

#### Squadre partecipanti
- LN Trieste
- Amici Pall. Udinese

#### Classifica finale
|  |    |                     | Pt | G | V | N | P | GF | GS |
|  | -- | ------------------- | -- | - | - | - | - | -- | -- |
|  | 1. | LN Trieste          | .  | 4 | . | . | . | .. | .. |
|  | 2. | Amici Pall. Udinese | .  | 4 | . | . | . | .. | .. |
|  | 3. | Reyer Venezia       | .  | 4 | . | . | . | .. | .. |

Verdetti: Trieste ammessa al girone finale.

#### Calendario
| Prima giornata |                        |              |
| 13 aprile 1947 |                        | 11 mag. 1947 |
| -              | Udinese-Lega Nazionale | -            |
|                | Riposa: Venezia        |              |

| Seconda giornata |                              |              |
| 20 apr. 1947     |                              | 18 mag. 1947 |
| -                | Lega Nazionale-Reyer Venezia | 12-14        |
|                  | Riposa: Udinese              |              |

| Terza giornata |                        |              |
| 27 apr. 1947   |                        | 25 mag. 1947 |
| -              | -                      | -            |
|                | Riposa: Lega Nazionale |              |

### Girone 2

#### Squadre partecipanti
- Società Sportiva A.S.S.I. di Firenze
- Cestistica Bolognese di Bologna

Formazione: Bandini, Boninsegni, Covelli, Galli, Pasti, Rovelli, Rubini, Ruggeri, Emilia Veronesi, Fedora Veronesi, Violini, Zanetti.
- Esperia Piacenza, di Piacenza

Formazione: Canala, Castelletti, Cigarini, Girometta, Neri, Proia, Sommi, Torresandi.

#### Classifica finale
|  |    | Divisione Nazionale girone 2 1946-47 | Pt | G | V | N | P | GF | GS |
|  | -- | ------------------------------------ | -- | - | - | - | - | -- | -- |
|  | 1. | Cestistica Bolognese, Bologna        | .  | 4 | . | . | . | .. | .. |
|  | 2. | Esperia Piacenza, Piacenza           | .  | 4 | . | . | . | .. | .. |
|  | 3. | S.S. A.S.S.I., Firenze               | .  | 4 | . | . | . | .. | .. |

Verdetti: Cestistica Bolognese ammessa al girone finale.

#### Calendario
| Prima giornata |                          |              |
| 13 aprile 1947 |                          | 11 mag. 1947 |
| 13-11          | Cest. Bolognese-Piacenza | -            |
|                | Riposa: ASSI Firenze     |              |

| Seconda giornata |                              |              |
| 20 apr. 1947     |                              | 18 mag. 1947 |
| -                | ASSI Firenze-Cest. Bolognese | 16-20        |
|                  | Riposa: Piacenza             |              |

| Terza giornata |                         |              |
| 27 apr. 1947   |                         | 25 mag. 1947 |
| -              | Piacenza-ASSI Firenze   | -            |
|                | Riposa: Cest. Bolognese |              |

### Girone 3

#### Squadre partecipanti
- Ambrosiana di Milano

Formazione: Rosa Boccalini, Guidi, Sandra Majocchi, Olga Mauri, Mondani, Monti, Gianna Rusconi, Angela Vacchini.
- Gruppo Sportivo Bernocchi di Legnano (campo a Nerviano)

Formazione: Alfieri, Nera Bertolini, Biagi, Diana Cenni, Magnoni, Maria Mengaldo, Niccolino, Rossi, Gabriella Santoro, Idelma Tommasini. Allenatore: Pizzagalli.
- Genoa F.B.C., di Genova;

Formazione: Alessandrini, Balestra, Anita Falcidieno, Pellucco, Pierucci, Specher.
- Juventus Torino di Torino

Formazione: Coppio, Di Pietra, Giacomino, Manna, Rosso, Ughetto, Vigliongo.
a

#### Classifica finale
|  |    | Divisione Nazionale girone 3 1946-47 | Pt | G | V | N | P | GF | GS |
|  | -- | ------------------------------------ | -- | - | - | - | - | -- | -- |
|  | 1. | G.S. Bernocchi, Legnano              | .  | 6 | . | . | . | .. | .. |
|  | 2. | Ambrosiana, Milano                   | .  | 6 | . | . | . | .. | .. |
|  | 3. | Juventus Torino, Torino              | .  | 6 | . | . | . | .. | .. |
|  | 4. | Genoa, Genova                        | .  | 6 | . | . | . | .. | .. |

Verdetti: Bernocchi e Ambrosiana ammesse al girone finale.

#### Calendario
| Prima giornata |                      |              |
| 13 aprile 1947 |                      | 11 mag. 1947 |
| 23-11          | Juventus-Genoa       | 19-21        |
| 15-17          | Bernocchi-Ambrosiana | 38-18        |

| Seconda giornata |                     |              |
| 20 apr. 1947     |                     | 18 mag. 1947 |
| 8-12             | Ambrosiana-Juventus | 20-11        |
| -                | Genoa-Bernocchi     | 15-13        |

| Terza giornata |                    |              |
| 27 apr. 1947   |                    | 25 mag. 1947 |
| 21-18          | Ambrosiana-Genoa   | 13-11        |
| 22-13          | Bernocchi-Juventus | 27-18        |

### Girone 4

#### Squadre partecipanti
- Indomita Roma, Roma

Formazione: Bertea, F. Cipriani, Farri, Folliero, Lelli, Marietti, Marinelli, Tampe.
- C.A.S. Trani, Trani
- A.P. Napoli, Napoli

#### Classifica finale
|  |    | Divisione Nazionale girone 4 1946-47 | Pt | G | V | N | P | GF | GS |
|  | -- | ------------------------------------ | -- | - | - | - | - | -- | -- |
|  | 1. | Indomita Roma, Roma                  | .  | 4 | . | . | . | .. | .. |
|  | 2. | C.A.S. Trani, Trani                  | .  | 4 | . | . | . | .. | .. |
|  | 3. | A.P. Napoli, Napoli                  | .  | 4 | . | . | . | .. | .. |

Verdetti: Indomita ammessa al girone finale

#### Calendario
| Prima giornata |                |              |
| 13 aprile 1947 |                | 11 mag. 1947 |
| -              | Trani-Indomita | 22-44        |
|                | Riposa: Napoli |              |

| Seconda giornata |                 |              |
| 20 apr. 1947     |                 | 18 mag. 1947 |
| -                | Indomita-Napoli | 29-12        |
|                  | Riposa: Trani   |              |

| Terza giornata |                  |              |
| 27 apr. 1947   |                  | 25 mag. 1947 |
| -              | Napoli-Trani     | 20-4         |
|                | Riposa: Indomita |              |

## Girone finale

### Classifica finale
|  |    | Divisione Nazionale gir. finale 1946-47 | Pt | G | V | N | P | GF | GS |
|  | -- | --------------------------------------- | -- | - | - | - | - | -- | -- |
|  | 1. | G.S. Bernocchi, Legnano                 | 13 | 8 | 6 | 1 | 1 | .. | .. |
|  | 2. | Ambrosiana, Milano                      | 9  | 8 | 4 | 1 | 3 | .. | .. |
|  | 3. | Lega Nazionale Trieste                  | 9  | 8 | 4 | 1 | 3 | .. | .. |
|  | 4. | Cestistica Bolognese, Bologna           | 4  | 8 | 2 | 0 | 6 | .. | .. |
|  | 5. | Indomita Roma, Roma                     | 4  | 8 | 2 | 1 | 5 | .. | .. |

### Risultati
| Serie A femminile 1958-59 | Ambro | Berno | Cesti | Indom | LegaN |
| ------------------------- | ----- | ----- | ----- | ----- | ----- |
| Ambrosiana                |       | 17-19 | 20-17 | 22-11 | 11-17 |
| Bernocchi Legnano         | 17-8  |       | 25-13 | 2-0   | 17-17 |
| Cestistica Bolognese      | 13-16 | 26-24 |       | 28-26 | 13-15 |
| Indomita Roma             | 16-16 | 19-20 | 22-20 |       | 24-20 |
| Lega Nazionale Trieste    | 15-30 | 14-33 | 21-19 | 34-17 |       |

### Calendario
| Prima giornata |                        |             |
| 1º giu. 1947   |                        | 6 lug. 1947 |
| 28-26          | Cestistica-Indomita    | 20-22       |
| 17-8           | Bernocchi-Ambrosiana   | 19-17       |
|                | Riposa: Lega Nazionale |             |

| Seconda giornata |                           |              |
| 5 giu. 1947      |                           | 13 lug. 1947 |
| 11-17            | Ambrosiana-Lega Nazionale | 30-15        |
| 25-13            | Bernocchi-Cestistica      | 24-26        |
|                  | Riposa: Indomita          |              |

| Terza giornata |                          |              |
| 8 giu. 1947    |                          | 20 lug. 1947 |
| 14-33          | Lega Nazionale-Bernocchi | 17-17        |
| 22-11          | Ambrosiana-Indomita      | 16-16        |
|                | Riposa: Cestistica       |              |

| Quarta giornata |                         |              |
| 15 giu. 1947    |                         | 27 lug. 1947 |
| 24-20           | Indomita-Lega Nazionale | 17-34        |
| 13-16           | Cestistica-Ambrosiana   | 17-20        |
|                 | Riposa: Bernocchi       |              |

| Quinta giornata |                           |             |
| 22 giu. 1947    |                           | 3 ago. 1947 |
| 2-0 tav.        | Bernocchi-Indomita        | 20-19       |
| 21-19           | Lega Nazionale-Cestistica | 15-13       |
|                 | Riposa: Ambrosiana        |             |

## Verdetti
- Campione d'Italia:  Gruppo Sportivo Bernocchi

Formazione: Nera Bertolini, Diana Cenni, Magnoni, Maria Mengaldo, Nicolini, Rossi, Gabriella Santoro, Idelma Tommasini. Allenatore: Pizzagalli.